# Out of the Woods (chanson)
Pour les articles homonymes, voir Out of the Woods.
Singles de Taylor Swift
Wildest Dreams
(2015) New Romantics
(2016)
Pistes de 1989
Style All You Had to Do Was Stay
Out of the Woods est une chanson de l'auteure-compositrice-interprète américaine Taylor Swift. Elle est sortie comme single promotionnel le 14 octobre 2014, afin de promouvoir son cinquième album studio 1989. La chanson a globalement reçu des critiques positives, la décrivant ainsi comme étant "la chanson la plus audacieuse et époustouflante de Taylor Swift".
Le 22 décembre, 'Out of the Woods' est annoncé comme sixième single extrait de l'album 1989. Son clip est sorti le 31 décembre 2015.

## Création et sortie
Lors de sa participation à l'émission Good Morning America, le 13 octobre 2014, Taylor a dévoilé quinze secondes de la chanson. Taylor a déclaré que Out of the Woods était sa chanson préférée car "c'est elle qui représente le mieux l'album",. Elle a ensuite expliqué : « Cette chanson évoque la fragilité d'une relation amoureuse. J'ai vécue une histoire d'amour où je vivais au jour le jour, car j'ignorais si ça allait encore durer le lendemain, ou si nous irions plus loin. Je me demandais constamment si ça marcherait. ».

## Composition
Out of the Woods est une chanson synthpop écrite par Taylor Swift et Jack Antonoff. Elle dure trois minutes et cinquante-cinq secondes. Jack Antonoff a envoyé la musique de cette chanson à Taylor et cette dernière a co-écrite les paroles en trente minutes. Cette chanson serait adressée à Harry Styles, membre du groupe anglais One Direction et ex-petit ami de Taylor Swift ; le troisième couplet évoque un accident de motoneige qui a envoyé Taylor et son ex-petit ami à l'hôpital. Max Martin fait également partie de la production sur ce morceau. Jack Antonoff a déclaré que les instruments de cette chanson sont un parfait mélange entre les années 80 et le modernisme.

## Critiques
Out of the Woods a globalement reçu des critiques positives. Lucas Villa, de AXS, a déclaré que c'était "la chanson la plus audacieuse et époustouflante de Taylor Swift". Le magazine Spin a déclaré qu'elle était "très plaisante" et que les talents d'auteur de Jack Antonoff y ont contribué. Le magazine Time a ainsi expliqué : « C'est le slogan furieux et l'urgence haletante de ce refrain hymnique qui a aidé Taylor à chanter l'astucieux tour de passe-passe. Même avec les paroles qui racontent l'une de ses plus accrocheuses histoires, le plus intéressant là-dedans n'est pas la personne concernée, mais le différent son. ». Le magazine Vanity Fair a tenu à féliciter Taylor d'avoir su mélanger sa touche personnelle à quelque chose de nouveau. Le magazine Billboard a donné quatre étoiles et demi sur cinq à ce morceau.

## Classement hebdomadaire
| Classement (2014)                  | Meilleure position |
| ---------------------------------- | ------------------ |
| Australie (ARIA)                   | 21                 |
| Nouvelle-Zélande Recorded Music NZ | 6                  |
| États-Unis US Billboard Hot 100    | 18                 |
| Canada Canadian Hot 100            | 8                  |
| Autriche Ö3 Austria Top 40         | 64                 |